# Ернест Шеклтон
Сер Ернест Хенри Шеклтон (енгл. Sir Ernest Henry Shackleton, 15. фебруар 1874 — 5. јануар 1922) је био британски истраживач, који је проглашен за витеза због успеха „Британске антарктичке експедиције“ (1907 - 09) под његовом командом, али је углавном познат по експедицији на Антарктик 1914 — 1916. на броду Ендуранс, која се уобичајено назива „Шеклтонова експедиција“. Уз Роалда Амундсена, Дагласа Мосона и Роберта Скота, био је позната и кључна фигура херојског доба истраживања Антарктика.

## Детињство и младост
Шеклтон је био енглеско-ирског порекла и рођен је у Балитору, округ Килдер, Ирска. Похађао је колеџ Далиџ где је, иронично, био далеко од примерног студента и није имао амбиције да постане истраживач, а пример другим студентима је постао након смрти. Напустио је школу 1890. да би се придружио трговачкој морнарици, а био је поручник у Резерви краљевске морнарице.

## Експедиције

### Експедиција 1901—1902.
Шеклтон је учествовао у националној антарктичкој експедицији коју је организовало Краљевско географско друштво 1901. и коју је предводио Роберт Скот. Ова експедиција се такође назива Дискавери експедиција, пошто је њен брод носио назив Дискавери.
Шеклтон је са Скотом и доктором Едвардом Вилсоном кренуо према Јужном полу 1902. Експедиција је била на великим искушењима, у првом реду због неискуства у антарктичким условима, затим као последица лошег избора и обуке посаде, те због преовлађујућег веровања да ће се све препреке моћи савладати личном храброшћу. Као и код већина раних британских експедиција, залихе хране су биле мале; посада је на тим дугим путовањима скоро па гладовала. Скот, Вилсон и Шеклтон су стигли до најјужније тачке од 82°17' ЈГШ 3. децембра 1902. Били су на 857 km од Јужног пола. Шеклтон је добио скорбут током повратка, а доктор Вилсон је повремено патио од снежног слепила.
Када је брод Морнинг дошао по експедицију почетком 1903, Скот је наредио Шеклтону да се врати у Енглеску, пошто се није сасвим опоравио. Новија сазнања говоре да се Скоту није допадала Шеклтонова популарност у експедицији и да је искористио његово лоше здравље као изговор да га уклони, међутим, Шеклтон и Скот су остали у пријатељском односима.

### Нимрод експедиција 1907—1909
Шеклтон је организовао и водио „Британску антарктичку експедицију“ 1907-1909 са циљем да се стигне до Јужног пола. Експедиција се називала и Нимрод експедиција по свом броду. Шеклтонов камп је подигнут на Росовом острву на рту Ројдс, приближно 40 километара северно од Скотове колибе из експедиције 1901-1904. Будући да је током те експедиције Скот имао врло лоша искуства са псима, Шеклтон је користио манџуријанске поније за транспорт, што се није показало успешним.
Успеси ове експедиције укључује први успон на Еребус, активни вулкан на Росовом острву, лоцирање Јужног магнетног пола од стране тима који је водио Даглас Мосон 16. јануара 1909. и откриће Бирдморовог глечера, који чини пролаз од Росовог леденог шелфа, преко Трансантарктичких планина до Антарктичког платоа. Шеклтонов тим је стигао до 88°23' ЈГШ, око 180 km од Јужног пола. Иако нису стигли до Јужног пола, Шеклтон и његов тим су били први људи који не само да су прошли Трансантарктичке планине, већ и први људи који су крочили на Антарктички плато.
Шеклтон се вратио у Уједињено Краљевство као херој и одмах је био проглашен за витеза. Следеће три године је успео да ужива као човек који је стигао најдаље на југ. Међутим, потребно је напоменути да су Шеклтон и његова група имали много среће да се врате из унутрашњости Антарктика. Морали су да смање следовања хране, толико да су им животи били угрожени. На њихову срећу, за време повратка пратило их је лепо време, насупрот Скотовом искуству три године касније.

### Експедиција Ендуранс 1914—1916
Најпознатија Шеклтонова експедиција планирана је као покушај да се пређе Антарктик од Веделовог мора у јужном Атлантику преко Јужног пола до Росовог мора на јужном Пацифику. Експедиција је кренула из Лондона 1. августа 1914, до Веделовог мора је стигла 10. јануара 1915. где је ледена кора заробила Ендуранс. Лед је смрскао брод 27. октобра 1915. 28 чланова посаде је са три чамца успело да стигне до Острва Слона. Сви су преживели након што су Шеклтон и још петорица успели да стигну до јужне обале Јужне Џорџије у једном од малих чамаца, одакле је Шеклтон организовао акцију спасавања преосталог људства.

### 1917 Група Росово море
Након искушења у Веделовом мору, Шеклтон је стигао на Нови Зеланд током децембра 1916. Ту је обавештен да је његов тим за подршку, група Росово море, заглављен на Антарктику. Шеклтон је одмах испловио на Росово острво како би спасао људе. Дана 10. јануара 1917, брод је пловио дуж поларног пака поред рта Ројдс и пробио се до рта Еванс. Недељу дана касније, Шеклтон и преживели из групе Росово море су кренули назад ка Велингтону.

### 1917—1920
Шеклтон се вратио у Енглеску у мају 1917. са озбиљним срчаним проблемима, а патио је од алкохолизма. Био је превише стар за мобилизацију, али се ипак добровољно пријавио у војску. Послат је у Буенос Ајрес да би ширио британску пропаганду у Јужној Америци. Невичан дипломатији, Шеклтон је безуспешно покушавао да убеди Аргентину и Чиле да уђу у рат на страни Антанте. Вратио се кући 1918.
Шеклтон је касније замољен да буде вођа тајне мисије на Шпицбершка острва како би се успоставило британско присуство у водама којима је управљала Норвешка, која је била неутрална држава, користећи рударска истраживања као изговор. Међутим, Шеклтон је у Тромсеу доживео срчани удар и морао је да се врати. Упркос свему, придружио се војној експедицији у Мурманск и иако је рат био на измаку, британске снаге су се ускоро бориле са бољшевицима. Шеклтон је био штапски официр задужен за арктичку опрему и задатак му је био само да располаже залихама. Вратио се у Лондон 1919, када је његово финансијско стање већ било лоше (његова жена је издржавала породицу).
За време држања предавања, написао је књигу Југ. Његово здравље се и даље погоршавало због алкохолизма, пушења и претеране исхране, али је ипак почео планирати још једну експедицију.

### Шеклтон-Роветова експедиција 1921—1922
Шеклтон је 1921. кренуо на још једну експедицију на Антарктик. Циљ је био опловити Антарктик, али је експедиција прекинута када је Шеклтон умро од срчаног удара на свом броду Квест усидреном на Јужној Џорџији и Јужносендвичким острвима 5. јануара 1922. Његово тело је било на путу за Енглеску, када је његова удовица затражила да се сахрани на Грутвикену, Јужна Џорџија. Шеклтон је ту и сахрањен 5. марта 1922.

## Приватан живот
Шеклтон се венчао са Емили Дорман у 9. априла 1904. Имали су синове Рејмонда и Едварда и кћерку Сесили. Међутим, Шеклтон је имао бројне љубавне везе, укључујући ону са азеричком глумицом Росалинд Четвинд, која је почела 1910. и трајала до његове смрти.

## Наслеђе
Године 1994, основано је Удружење Џејм Керд да би се сачувало сећање на Шеклтонова достигнућа. Први доживотни председник удружења био је Шеклтонов млађи син, Едвард Шеклтон, а његова унука, Александра Шеклтон, доживотни је председник од 1995.
Сер Ернест Шеклтон је био тема филма Шеклтон, дводелне драме Канала 4, коју је режирао Чарлс Стариџ са Кенетом Браном у насловној улози. Иста прича је описана у књизи Ендуранс: Шеклтоново невероватно путовање Алфреда Лансинга.
Шеклтонов гроб, поред бивше станице за лов на китове у Гритвикену на Јужној Џорџији често посећују туристи током крстарења.
Шеклтонова меморијална библиотека налази се у Скотовом поларном истраживачком институту на универзитету Кембриџ. Брод којим је пловио на Јужну Џорџију постављен је у улазном фоајеу колеџа Далиџ у јужном Лондону. Кратер Шеклтон лежи на јужном полу Месеца.